# Ricardo Ariztía de Castro
Ricardo Ariztía de Castro (12 de diciembre de 1944-23 de enero de 2025) fue un agrónomo, empresario, dirigente gremial y político chileno, presidente de la Confederación de la Producción y del Comercio (CPC), la principal organización empresarial de su país, entre 2000 y 2002.

## Familia y estudios
Fue hijo de Ricardo Ariztía Ruiz y de Luz de Castro Reyes, y sobrino del obispo Fernando Ariztía Ruiz.
Estudió en el Colegio del Verbo Divino de la capital y luego en la Pontificia Universidad Católica, donde se tituló como ingeniero agrónomo. Recién egresado se casó con María Cristina Tagle Larraín, con quien tuvo tres hijos: María Cristina, Francisca y Ricardo.

## Carrera profesional
Comenzó su carrera empresarial de la mano de su padre, agricultor de la zona de Alhué, en la Región Metropolitana de Santiago.
En 1974 adquirió terrenos en la comuna de Talagante y luego siguió con fundos en Melipilla, cerca de la capital chilena, donde se ligó a la fruticultura, la vitivinicultura y la ganadería bovina, porcina y equina.
Su vida gremial la inició a fines de 1989 como líder de la Federación Gremial Nacional de Productores de Fruta (Fedefruta), desde donde saltó, en 1997, a la presidencia de la Sociedad Nacional de Agricultura (SNA).
Interrumpió este mandato en 2000 para asumir en la CPC. En esta entidad hizo gala de un carácter firme a la hora de defender los intereses del empresariado que se veía amenazado por las reformas laboral y tributaria.
Falleció el 23 de enero de 2025.

## Carrera política
Considerado un liberal de derecha, durante el gobierno de la Unidad Popular (1970-1973) presidido por el socialista Salvador Allende, fue alcalde de Alhué por el Partido Nacional (PN).
En 1987, fue uno de los fundadores del partido Renovación Nacional.
En abril de 2010, durante el primer gobierno del presidente Sebastián Piñera, asumió como director interino del estatal Instituto de Desarrollo Agropecuario (Indap). En septiembre de ese mismo año fue ratificado como titular, tras un concurso en el Sistema de Alta Dirección Pública.